# Glauce pectenalaeella
Glauce pectenalaeella är en fjärilsart som beskrevs av Victor Toucey Chambers 1875. Glauce pectenalaeella ingår i släktet Glauce och familjen stävmalar. Inga underarter finns listade i Catalogue of Life.